# Dénes Dibusz
Dénes Dibusz (sinh 16 tháng 11 năm 1990 ở Pécs) là một cầu thủ bóng đá Hungary hiện tại thi đấu cho Ferencvárosi TC.

## Sự nghiệp câu lạc bộ

### Ferencváros
Ngày 20 tháng 5 năm 2015, Ferencváros đánh bại Videoton 4-0 tại Groupama Arena ở chung kết Magyar Kupa 2014–15.

## Thống kê câu lạc bộ
| Câu lạc bộ          | Mùa giải            | Giải vô địch | Giải vô địch | Cúp     | Cúp       | Cúp Liên đoàn | Cúp Liên đoàn | Châu Âu | Châu Âu   | Tổng    | Tổng      |
| Câu lạc bộ          | Mùa giải            | Số trận      | Bàn thắng    | Số trận | Bàn thắng | Số trận       | Bàn thắng     | Số trận | Bàn thắng | Số trận | Bàn thắng |
| ------------------- | ------------------- | ------------ | ------------ | ------- | --------- | ------------- | ------------- | ------- | --------- | ------- | --------- |
| Pécs                |                     |              |              |         |           |               |               |         |           |         |           |
| 2008–09             | 1                   | 0            | 0            | 0       | 0         | 0             | 0             | 0       | 1         | 0       |           |
| 2010–11             | 29                  | 0            | 2            | 0       | 0         | 0             | 0             | 0       | 31        | 0       |           |
| 2011–12             | 30                  | 0            | 2            | 0       | 0         | 0             | 0             | 0       | 32        | 0       |           |
| 2012–13             | 29                  | 0            | 0            | 0       | 3         | 0             | 0             | 0       | 32        | 0       |           |
| 2013–14             | 10                  | 0            | 0            | 0       | 4         | 0             | 0             | 0       | 14        | 0       |           |
| Tổng                | 99                  | 0            | 4            | 0       | 7         | 0             | 0             | 0       | 110       | 0       |           |
| Barcs               |                     |              |              |         |           |               |               |         |           |         |           |
| 2009–10             | 20                  | 0            | 1            | 0       | 0         | 0             | 0             | 0       | 21        | 0       |           |
| Tổng                | 20                  | 0            | 1            | 0       | 0         | 0             | 0             | 0       | 21        | 0       |           |
| Ferencváros         |                     |              |              |         |           |               |               |         |           |         |           |
| 2013–14             | 13                  | 0            | 0            | 0       | 3         | 0             | 0             | 0       | 16        | 0       |           |
| 2014–15             | 30                  | 0            | 4            | 0       | 1         | 0             | 4             | 0       | 39        | 0       |           |
| 2015–16             | 31                  | 0            | 5            | 0       | 0         | 0             | 4             | 0       | 40        | 0       |           |
| 2016–17             | 28                  | 0            | 5            | 0       | 0         | 0             | 2             | 0       | 35        | 0       |           |
| 2017–18             | 32                  | 0            | 1            | 0       | 0         | 0             | 4             | 0       | 37        | 0       |           |
| 2018–19             | 32                  | 0            | 4            | 0       | 0         | 0             | 2             | 0       | 38        | 0       |           |
| 2019–20             | 26                  | 0            | 0            | 0       | –         | –             | 14            | 0       | 40        | 0       |           |
| 2020–21             | 14                  | 0            | 0            | 0       | –         | –             | 11            | 0       | 25        | 0       |           |
| Tổng                | 206                 | 0            | 19           | 0       | 4         | 0             | 41            | 0       | 270       | 0       |           |
| Tổng cộng sự nghiệp | Tổng cộng sự nghiệp | 325          | 0            | 24      | 0         | 11            | 0             | 41      | 0         | 370     | 0         |

Cập nhật theo các trận đấu đã diễn ra tính đến ngày 19 tháng 12 năm 2020.

## Danh hiệu
Ferencváros
- Magyar Kupa: 2014–15

## Sự nghiệp quốc tế
Dibusz được lựa chọn cho đội hình Euro 2016 của Hungary.